# Pholoe courtneyae
Pholoe courtneyae är en ringmaskart som beskrevs av Blake in Blake, Hilbig och Scott 1995. Pholoe courtneyae ingår i släktet Pholoe och familjen Pholoidae. Inga underarter finns listade i Catalogue of Life.